# Муса, Петар
Пе́тар Му́са (хорв. Petar Musa; родился 4 марта 1998 года, Загреб, Хорватия) — хорватский футболист, нападающий клуба «Даллас» и сборной Хорватии.

## Клубная карьера
Петар Муса является воспитанником «Загреба». За клуб дебютировал в матче против «Славена Белупо». Всего за «Загреб» Петар Муса сыграл 16 матчей.
В 2017 году две недели числился в «Интер Запрешич», после чего перешёл в «Славию», где был отдан в аренду в «Виктория Жижков». За клуб дебютировал в матче против «Динамо Ческе-Будеёвице». Свой первый гол за «Жижков» Петар Муса забил в ворота пражской «Олимпии». В матче против «Селье и Белло» оформил свой первый дубль. Всего за «Викторию Жижков» Петар Муса сыграл 34 матча, где забил 11 мячей.
В 2019 году перешёл на правах аренды в «Слован Либерец». За клуб дебютировал в матче против «Баник Острава». Свой первый гол за «Слован» Петар Муса забил в ворота «Виктории Пльзень». Всего за клуб он сыграл в 31 матче, в котором забил 8 мячей. За «Славию» Петар Муса дебютировал в матче против «Богемианс 1905». Свой первый гол за клуб он забил в матче против «Опавы». В сезоне 2019/20 Петар Муса стал лучшим бомбардиром чемпионата вместе с Либором Козаком, забив 14 мячей. Всего за «Славию» сыграл 39 матчей, где забил 11 мячей.
1 февраля 2021 года перешёл в «Унион Берлин» на правах аренды. Дебютировал за клуб в матче против «Майнца». Свой первый гол Петар Муса забил в матче против «Штутгарта». В матче против «Вердера» отдал две голевые передачи. Всего за «Унион» Петар Муса сыграл 14 матчей, где забил 1 гол.
25 августа 2021 года на правах аренды перешёл в «Боавишту». За клуб дебютировал в матче против «Визелы». Свой первый гол забил в ворота «Портимоненсе». Из-за дисквалификаций пропустил три матча. Всего за «Боавишту» сыграл 31 матч, где забил 12 мячей.
2 июля 2022 года перешёл в «Бенфику». За клуб дебютировал в квалификации Лиги Чемпионов в матче против «Динамо Киева». В чемпионате дебютировал в матче против «Боавишты», где отдал голевую передачу. Свой первый гол забил в ворота «Риу Аве».
1 февраля 2024 года Муса перешёл в клуб MLS «Даллас», подписав четырёхлетний контракт по правилу назначенного игрока с опцией продления ещё на один год. Американский клуб выплатил за трансфер рекордную для себя сумму в $9,7 млн, которая может возрасти до $13 млн с учётом бонусов. Он дебютировал и забил свой первый гол за «Даллас» 2 марта в матче против «Клёб де Фут Монреаль».

## Карьера в сборной
За молодёжную сборную Хорватии дебютировал в матче против Литвы. Свои первые голы Петар Муса забил в ворота сборной Греции. 16 мая 2022 года был вызван в сборную Хорватии, но пропустил сбор команды вместе с Марко Ливая из-за положительных тестов на SARS-CoV-2. 6 марта 2023 года был вновь вызван. Дебют за сборную состоялся 25 марта в матче против Уэльса.

## Достижения

### Клубные
«Славия»
- Чемпион Чехии по футболу (2): 2019/20, 2020/21
- Обладатель Кубка Чехии: 2020/21
- Финалист Кубка Чехии: 2019/20

«Бенфика»
- Чемпион Португалии: 2022/23
- Обладатель Суперкубка Португалии: 2023

### Личные
- Лучший бомбардир чемпионата Чехии: 14 мячей (вместе с Либором Козаком)